# Ludovico Frapolli
Ludovico Frapolli (Milán 23 o el 26 de marzo de 1815 - Turín, 25 de abril de 1878) fue una personalidad política y un patriota italiano.

## Biografía
Ludovico Frapolli creció en el seno de una familia de clase media-alta en Milán; la capital de la Lombardia. Su padre, César Busti formaba parte del círculo de amigos del poeta y novelista Alessandro Manzoni y en varias ocasiones, Ludovico pasó las vacaciones con su madre Giuseppina Busti en casa de este escritor.
En su pronta juventud cursó en la escuela militar de cadetes de Olmütz (Olomouc) en Moravia obteniendo excelentes resultados. Así, en 1836 fue nombrado oficial (capitán) y durante algún tiempo sirvió en una unidad estacionada en Polonia. 
En 1841 dejó sus obligaciones militares y su compromiso con el ejército austriaco por motivos de salud y se trasladó a Lombardía. Enseguida se marchó a París con la idea de estudiar geología en la «École des Mines». Tras graduarse unos años más tarde, como ingeniero de minas, viajó por el norte de Europa de 1843 a 1847. Hasta 1848 se dedicó exclusivamente a la investigación científica y sus viajes por el centro y norte de Europa, en particular por Francia, Alemania y por Escandinavia, se centraron en el estudio de la naturaleza geológica de esos lugares. Publicó numerosos ensayos sobre los resultados de sus exploraciones y parecía encaminado hacia una brillante carrera académica. Publicó en los «Annales des mines» ; «Annalen der Physik» de Poggendorff y especialmente en el «Bulletin de la Société Géologique de France». Se codeó con grandes maestros de aquella época como E. de Beaumont y A. von Humboldt. Se convirtió en secretario de Relaciones Exteriores de la Sociedad Geológica de Francia
En aquellos años de residencia y formación intelectual, París era un referente de primer orden para la cultura en Europa. Ludovico Frapolli conoció a numerosos emigrantes italianos como G. Ferrari, G. Sirtori y C. Porro, G. Massari, L.C. Farini y muchos otros, y se afiocionó a asistir al salón de la condesa Cristina Trivulzio de Belgioioso. En 1843 fue a Londres para encontrarse con G. Mazzini y conoció posteriormente a F.R. de Lamennais.
Durante las jornadas Parísinas también denominadas las tres gloriosas. de febrero de 1848 acudió junto a Sirtori a las barricadas de París. Ante los acontecimientos en Lombardía en las cinco jornadas de Milán Frapolli regresó inmediatamente a su Italia natal y se convirtió en Secretario del Ministro de Guerra G. Provana di Collegno, también geólogo como él, en el seno del gobierno de Gabrio Casati. En este cargo desempeñó una enorme tarea y redactó la Ley sobre la organización de la defensa de la patria, publicada en el manifiesto del 11 de abril de 1848. Le nombraron, en misión diplomática, representante del gobierno provisional de Italia en París. Representó succesivamente a Lombardía, a la Toscana y a la República Romana pero tras la caída de ésta, fue expulsado de Francia en 1849
Quedó arruinado. Pidió asilo en el cantón suizo del Tesino y se retiró a Suiza en 1850. Obtuvo la ciudadanía suiza. Se desplazó a Cerdeña para asuntos relacionados con la industria y después a Francia donde quiso volver a reconstruir su fortuna. En 1859 decide involucrarse de nuevo en la guerra de Italia y participa en una legión húngara hasta el Tratado de Villafranca. 
Luigi Carlo Farini, le nombra al frente del Ministerio de la guerra donde trabaja junto a Giuseppe. Garibaldi contra los intereses del Estado Pontificio. En 1860, participó en la Expedición de los Mil  (también llamada expedición de los camisas rojas) en Sicilia. Entró en Nápoles junto con Garibaldi el 7 de septiembre de 1860. 

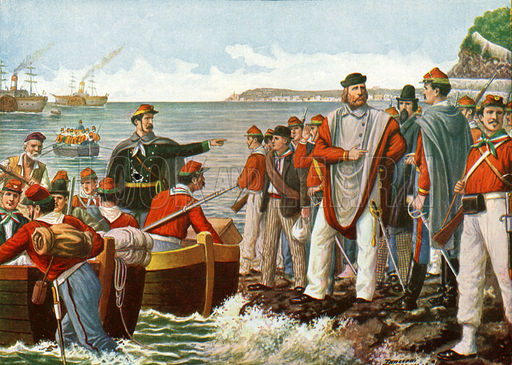
Expedición de los Mil en 1860. El embarque de Garibaldi

Fue miembro del parlamento italiano de 1860 a 1874 en el que ocupó asiento en la extrema Izquierda. Fue nombrado Gran Maestre de la Francmasonería italiana el 20 de junio de 1869. Frapolli rechazó muchos de los premios que le concedieron en varias ocasiones a lo largo de su vida. Dedicó una febril actividad como reorganizador de las logias masónica de Italia, Inglaterra, Francia y también de las de la península ibérica.
En 1870 dejó sus actividades masónicas para ayudar a la República Francesa tras el desastre de la Batalla de Sedán. Regresa a Italia en 1874 pero no logra ser elegido como parlamentario. Finalmente muere por suicidio en un hospital psiquiátrico el 25 de abril de 1878.

## Sus escritos
La actividad de Ludovico Frapolli en el ámbito de la literatura política de la época fue muy intensa. Desde 1848 hasta 1870 participó en decenas de publicaciones.
En Italia en:
- La Concordia; La Gazzetta di Milano; Il Progresso di Torino; Il Legge; Il Gazzettino rosa.

En Francia:
- Tribune des peuples; l'Estafette de la République; Le Peuple; La Réforme.

En Suiza: 
- Tribune Suisse; Eco delle provincie; Journal de Genève; y fue uno de los fundadores de La Democrazia.

Francmasonería: 
- Fundó el Boletín del Gran Oriente de la francmasonería italiana.

Ensayos políticos: 
- État de la question italienne; La Lombardie, l'Autriche et Charles-Albert (París 1848); Mediación y diplomacia piamontesa; Capotago 1848; Système social et système national (París 1850);

Escritos masónicos en italiano y en francés: 
- Una voce (Turín 1864)  La vera masonería, Revelaciones y votos del hijo de una viuda, Trieste 1864;[7] Estatutos Generales de la Orden Masónica, Florencia 1867;[8] Maçonnerie italienne, en Bulletin du Grand Orient de France, XXV (1869), pág. 29; Carta a Goodall, Florencia 1871.